# Jaakko Jahnukainen
Jaakko Jahnukainen (15 de marzo de 1925 – 8 de octubre de 1980) fue un músico de jazz y presentador finlandés, conocido por su trabajo como tal en el programa televisivo musical Levyraati.

## Biografía
Su nombre completo era Jaakko Juhani Jahnukainen, y nació en Helsinki, Finlandia. Jahnukainen se interesó por la música jazz y la percusión durante su formación en el Liceo de Helsinki Helsingin Normaalilyseo. En el otoño de 1959 fue el primer locutor finlandés de noticias, aunque su trayectoria dando noticias fue corta. 
En el verano de 1961 concibió la idea del show Levyraati, el cual empezó a emitirse en otoño del mismo año, permaneciendo en antena hasta 1980. En sus mejores momentos en los años 1960, el programa llegó a tener una audiencia de casi dos millones de espectadores. Además de su trabajo en Levyraati, Jahnukainen trabajó también en el show televisivo de Yle TV1 M-Show.
Jahnukainen fue conocido, sobre todo a comienzos de los años 1960, por ser un apasionado de la música jazz, con una actividad negativa hacia la música tango en Finlandia. Así, el tango Sabina, interpretado por Veikko Tuomi, obtuvo en 1961 la peor puntuación de la corta historia del show Levyraadin hasta esa fecha. Los músicos de jazz favoritos de Jahnukaisen eran Max Roach y Ella Fitzgerald. Con relación a la música electrónica y a las composiciones de The Beatles, opinaba que era "un rugido, tonto, vulgar y monótono". En una emisión en verano de 1963 Jahnukainen rompió un álbum del grupo británico The Cougars titulado Saturday Night at the Duck-pond, particularmente molesto por ser la canción una adaptación libre de un tema de Piotr Ilich Chaikovski.
También fue actor de reparto en algunas producciones televisivas y cinematográficas finlandesas, como Tähtisumua (1961), película en la cual también fue guionista.
Jahnukainen había estudiado ciencias políticas en la Universidad de Helsinki y publicidad en Estados Unidos, y fue director de una agencia publicitaria propia, Suomen Ilmoituskeskus. Otras de sus empresas fueron Mainos-Visio y Finntuonti Oy, dedicada al software.  
Jaakko Jahnukainen falleció en Helsinki en el año 1980, a causa de un infarto agudo de miocardio.